# ارمنستان در مسابقه آواز یوروویژن نوجوانان ۲۰۲۲
ارمنستان در مسابقه آواز یوروویژن نوجوانان ۲۰۲۲ در ایروان شرکت کرد و آن را برگزار کرد. نماینده ارمنستان، ناره، با آهنگ «برقص!» که توسط گریگور کیوکچیان و نیک ایگیبیان نوشته شده بود، از طریق انتخاب داخلی برگزیده شد.
ارمنستان برای اجرا در پانزدهمین جایگاه در ترتیب اجراها انتخاب شد (پس از نماینده صربستان و پیش از نماینده اوکراین). در پایان رأی‌گیری، ارمنستان در جایگاه دوم با ۱۸۰ امتیاز قرار گرفت.

## پیش‌زمینه
قبل از مسابقه ۲۰۲۲، ارمنستان از زمان اولین حضور خود در سال ۲۰۰۷، چهارده بار در مسابقه آواز یوروویژن نوجوانان شرکت کرده بود. ارمنستان بهترین نتیجه خود را در مسابقات سال ۲۰۱۰ به دست آورد و با آهنگ «ماما»، که توسط ولادیمیر آرزومانیان اجرا شد، برنده شد. سپس ارمنستان میزبان مسابقه آواز یوروویژن نوجوانان ۲۰۱۱ در ایروان شد. در مسابقات سال ۲۰۱۹، کارینا ایگناتیان نماینده کشورش در گلیویتسه، لهستان بود و با آهنگ «رنگ‌های رؤیای تو» به مقام نهم از میان ۱۹ نماینده دست یافت و ۱۱۵ امتیاز کسب کرد.
با وجود اینکه ارمنستان در لیست نهایی کشورهای شرکت‌کننده قرار گرفت، اما به دلیل جنگ ناگورنو-قره‌باغ ۲۰۲۰ از مسابقات سال ۲۰۲۰ در نوامبر ۲۰۲۰ انصراف داد. بعدها فاش شد که مالنا به صورت داخلی برای نمایندگی ارمنستان با آهنگ «چرا» انتخاب شده بود. پس از پایان جنگ ناگورنو-قره‌باغ در ۱۰ نوامبر، رئیس هیئت ارمنستان، در اینستاگرام نوشت که کشور بازگشتی قوی‌تر از همیشه به این مسابقات خواهد داشت. ارمنستان دوباره مالنا را برای نمایندگی کشور با آهنگ کامی کامی انتخاب کرد و در نهایت با ۲۲۴ امتیاز برنده مسابقه شد.

## قبل از یوروویژن نوجوانان
در اوت ۲۰۲۲، مرحله گزینش با ۳۰ هنرمند منتخب از میان بیش از ۱۰۰ درخواست برگزار شد. شرکت‌کنندگان در مقابل هیئتی پنج‌نفره از داوران شامل دیوید تسِرونیان (رئیس هیئت ارمنستان در مسابقه آواز یوروویژن نوجوانان)، آنوشیک تر-گغوسیان (رئیس بخش موسیقی ارمنستان ۱)، دالیتا (نماینده ارمنستان در مسابقه آواز یوروویژن نوجوانان ۲۰۱۱)، رزا لین (نماینده ارمنستان در مسابقه آواز یوروویژن ۲۰۲۲) و لیلیت ناواردیان (ترانه‌سرا برای چندین آهنگ ارمنستان در یوروویژن) اجرا کردند. در ۲۸ اکتبر ۲۰۲۲، ارمنستان ۱ اعلام کرد که ناره غزاریان نماینده ارمنستان در این مسابقه خواهد بود. آهنگ او، «برقص!»، که توسط گریگور کیوکچیان و نیک ایگیبیان نوشته شده بود، در ۱۲ نوامبر ۲۰۲۲ به‌همراه یک ویدیو رسمی که توسط آرا میسیان تهیه و در استودیو گراویتی تولید شده بود، به عموم معرفی شد.

## در یوروویژن جوان
پس از مراسم افتتاحیه که در تاریخ ۵ دسامبر ۲۰۲۲ برگزار شد، اعلام شد که ارمنستان در ۱۱ دسامبر ۲۰۲۲ در جایگاه پانزدهم اجرا خواهد کرد (پس از صربستان و پیش از اوکراین).

#### رأی‌گیری
همان سیستم رأی‌دهی که در دوره ۲۰۱۷ معرفی شد، در این دوره نیز استفاده شد، به‌طوری‌که نتایج از ۵۰٪ رأی‌گیری آنلاین و ۵۰٪ رأی‌گیری هیئت داوران تعیین می‌شد. هر کشور یک هیئت داوران ملی داشت که شامل سه نفر از حرفه‌ای‌های صنعت موسیقی و دو نوجوان بین ۱۰ تا ۱۵ سال بود که شهروند کشور خود بودند. رتبه‌بندی این داوران ترکیب شد تا ده رتبه برتر کلی به‌دست آید.
رأی‌گیری آنلاین شامل دو مرحله بود. مرحله اول رأی‌گیری آنلاین در تاریخ ۲۲ نوامبر ۲۰۱۹ آغاز شد، زمانی که یک بازبینی از تمام اجراهای تمرینی در وب‌سایت مسابقه Junioreurovision.tv نمایش داده شد و پس از آن بینندگان می‌توانستند رأی دهند. پس از این، رأی‌دهندگان همچنین این گزینه را داشتند که کلیپ‌های یک دقیقه‌ای طولانی‌تری از هر اجرای تمرینی شرکت‌کنندگان مشاهده کنند. این مرحله اول رأی‌گیری در تاریخ ۲۴ نوامبر ساعت ۱۵:۵۹ به‌وقت محلی پایان یافت. مرحله دوم رأی‌گیری آنلاین در طول نمایش زنده برگزار شد و درست پس از آخرین اجرا آغاز شد و به مدت ۱۵ دقیقه باز بود. بینندگان بین‌المللی قادر بودند برای حداقل سه و حداکثر پنج آهنگ رأی دهند. آنها همچنین می‌توانستند برای آهنگ کشور خود رأی دهند. سپس این رأی‌ها به امتیازهایی تبدیل می‌شد که بر اساس درصد رأی‌های دریافتی تعیین می‌شد. به‌عنوان مثال، اگر یک آهنگ ۱۰٪ از رأی‌ها را دریافت می‌کرد، ۱۰٪ از امتیازات موجود را دریافت می‌کرد.
| امتیاز                                                | کشور                                          |
| ----------------------------------------------------- | --------------------------------------------- |
| ۱۲ امتیاز                                             | - فرانسه - قزاقستان - مقدونیه شمالی - اسپانیا |
| ۱۰ امتیاز                                             | جمهوری ایرلند                                 |
| ۸ امتیاز                                              | - صربستان - اوکراین - بریتانیا                |
| ۷ امتیاز                                              | پرتغال                                        |
| ۶ امتیاز                                              |                                               |
| ۵ امتیاز                                              | - آلبانی - گرجستان - هلند                     |
| ۴ امتیاز                                              | مالت                                          |
| ۳ امتیاز                                              |                                               |
| ۲ امتیاز                                              | لهستان                                        |
| ۱ امتیاز                                              |                                               |
| ارمنستان از طریق رأی‌گیری آنلاین ۷۰ امتیاز دریافت کرد. |                                               |

| امتیاز    | کشور          |
| --------- | ------------- |
| ۱۲ امتیاز | گرجستان       |
| ۱۰ امتیاز | فرانسه        |
| ۸ امتیاز  | اسپانیا       |
| ۷ امتیاز  | لهستان        |
| ۶ امتیاز  | هلند          |
| ۵ امتیاز  | بریتانیا      |
| ۴ امتیاز  | پرتغال        |
| ۳ امتیاز  | مالت          |
| ۲ امتیاز  | جمهوری ایرلند |
| ۱ امتیاز  | ایتالیا       |

#### نتایج دقیق رأی‌گیری
اعضای هیئت داوران ارمنستان به شرح زیر بودند:
- دیوید بادالیان (توکیناین)
- مالنا – برندهٔ مسابقه آواز یوروویژن نوجوانان ۲۰۲۱
- دالیتا – نمایندهٔ ارمنستان در مسابقه ۲۰۱۱
- برونت
- ناری الیزباریان

| کشمکش | کشور          | داور الف | داور ب | داور ج | داور د | داور هـ | رتبه میانگین | امتیازهای اعطا شده |
| ----- | ------------- | -------- | ------ | ------ | ------ | ------- | ------------ | ------------------ |
| ۰۱    | هلند          | ۷        | ۲      | ۳      | ۷      | ۷       | ۵            | ۶                  |
| ۰۲    | لهستان        | ۴        | ۵      | ۴      | ۴      | ۵       | ۴            | ۷                  |
| ۰۳    | قزاقستان      | ۱۲       | ۹      | ۱۱     | ۱۲     | ۱۳      | ۱۱           |                    |
| ۰۴    | مالت          | ۶        | ۱۰     | ۱۳     | ۶      | ۱۱      | ۸            | ۳                  |
| ۰۵    | ایتالیا       | ۱۴       | ۶      | ۱۰     | ۱۴     | ۱۰      | ۱۰           | ۱                  |
| ۰۶    | فرانسه        | ۲        | ۴      | ۱      | ۲      | ۴       | ۲            | ۱۰                 |
| ۰۷    | آلبانی        | ۱۵       | ۱۳     | ۱۵     | ۱۵     | ۱۵      | ۱۵           |                    |
| ۰۸    | گرجستان       | ۱        | ۳      | ۵      | ۱      | ۱       | ۱            | ۱۲                 |
| ۰۹    | جمهوری ایرلند | ۹        | ۱۱     | ۸      | ۹      | ۹       | ۹            | ۲                  |
| ۱۰    | مقدونیه شمالی | ۱۰       | ۱۲     | ۱۲     | ۱۰     | ۱۴      | ۱۳           |                    |
| ۱۱    | اسپانیا       | ۵        | ۱      | ۲      | ۵      | ۲       | ۳            | ۸                  |
| ۱۲    | بریتانیا      | ۳        | ۷      | ۷      | ۳      | ۶       | ۶            | ۵                  |
| ۱۳    | پرتغال        | ۸        | ۸      | ۶      | ۸      | ۳       | ۷            | ۴                  |
| ۱۴    | صربستان       | ۱۱       | ۱۵     | ۹      | ۱۱     | ۱۲      | ۱۲           |                    |
| ۱۵    | ارمنستان      |          |        |        |        |         |              |                    |
| ۱۶    | اوکراین       | ۱۳       | ۱۴     | ۱۴     | ۱۳     | ۸       | ۱۴           |                    |